# Ruben Pontén
Tor Ruben Elias Jacobsson-Pontén, född 29 december 1901 i Skedevi församling, Östergötlands län, död 20 juni 1991 i Slottsstadens församling, Malmö,, var en svensk väg- och vattenbyggnadsingenjör.
Ruben Pontén var son till kyrkoherde Axel Jacobsson och Tekla Pontén, vars barn antog namnet Jacobsson-Pontén. Efter studentexamen i Stockholm 1920 utexaminerades Pontén från Kungliga Tekniska högskolan (KTH) 1927. Efter studieresor till Norge 1926 och Danmark 1927 var han konstruktör vid Bergsunds Mekaniska Verkstads broavdelning 1927–1928, vid civilingenjör Robert Mossbergs konstruktionsbyrå 1928–1929, vid Stockholms elektricitetsverks husbyggnadsavdelning 1929–1933, vid AB Armerad Betong i Malmö 1933–1934, brokontrollant vid Väg- och vattenbyggnadsstyrelsen 1934–1937, chef för stålkonstruktionsavdelningen vid AB Hammarbyverken i Stockholm 1937–1945, assistent i brobyggnad vid KTH 1942–1945, styrelseledamot och verkställande direktör för AB Järnmontering i Malmö från 1946 samt innehavare av Stålbyggnadsbyrån AB från 1965.
Pontén var vice ordförande i Smidesverkstädernas arbetsgivarförbund 1947–1961, sekreterare i Svetstekniska föreningens Skåneavdelning från 1947, ordförande 1952–1954, styrelsesuppleant i Malmö smides- och mekaniska verkstadsförening från 1947, styrelsesuppleant i Skånska Ingenjörsklubben från 1948, ledamot av Svenska Teknologföreningens ständiga kommitté för svetsteknik. Han författade artiklar i tidskrifter och tekniska uppslagsböcker.
Pontén var far till skådespelaren Gunvor Pontén, morfar till skådespelaren Nina Pontén, bror till överste Birger Pontén samt farbror till läkaren Jan Pontén, modeskaparen Gunilla Pontén, skådespelaren Tomas Pontén.

## Fotnoter
1. 1 2  Sveriges Dödbok 1901–2009, DVD-ROM, Version 5.00, Sveriges Släktforskarförbund (2010).